# Ugartyúkfélék
Az ugartyúkfélék (Burhinidae) a madarak osztályának a lilealakúak (Charadriiformes) rendjébe tartozó család. 2 nem és 9 faj tartozik a családba.

## Rendszerezés
A család az alábbi nemzetségeket és fajokat foglalja magában:
- Burhinus – 7 faj.
  - európai ugartyúk (Burhinus oedicnemus)
  - száhelugartyúk (Burhinus senegalensis)
  - parti ugartyúk (Burhinus vermiculatus)
  - fokföldi ugartyúk (Burhinus capensis)
  - koronás ugartyúk (Burhinus bistriatus)
  - perui ugartyúk (Burhinus superciliaris)
  - hosszúlábú ugartyúk (Burhinus grallarius)

- Esacus – 2 faj 
  - folyami rákásztyúk (Esacus recurvirostris)
  - parti rákásztyúk (Esacus magnirostris)

Egyes rendszerezők az Esacus nem két faját is a Burhinus nembe sorolják (Burhinus recurvirostris) és (Burhinus magnirostris) vagy (Burhinus giganteus) néven)

## Képek

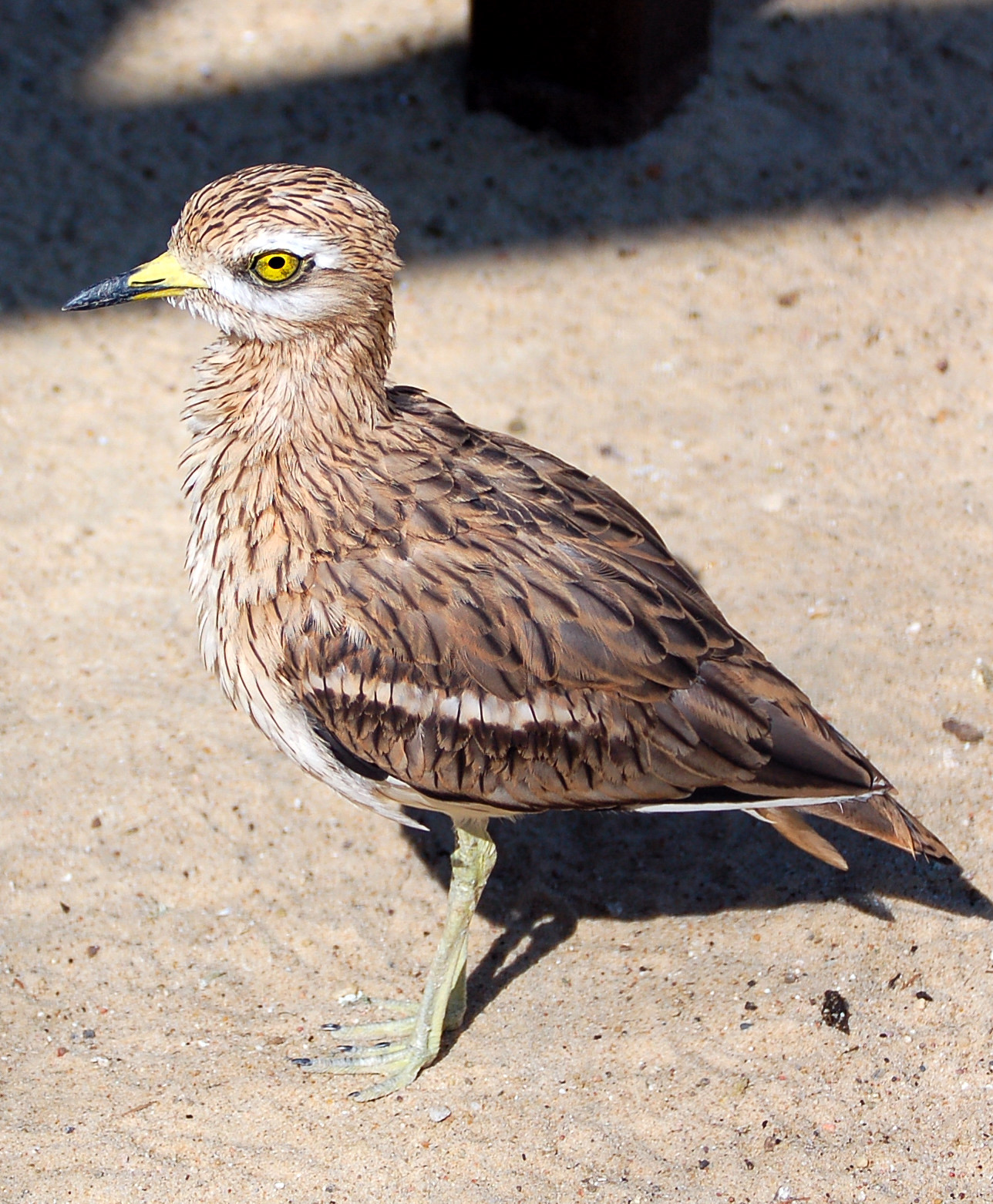
Európai ugartyúk (Burhinus oedicnemus)
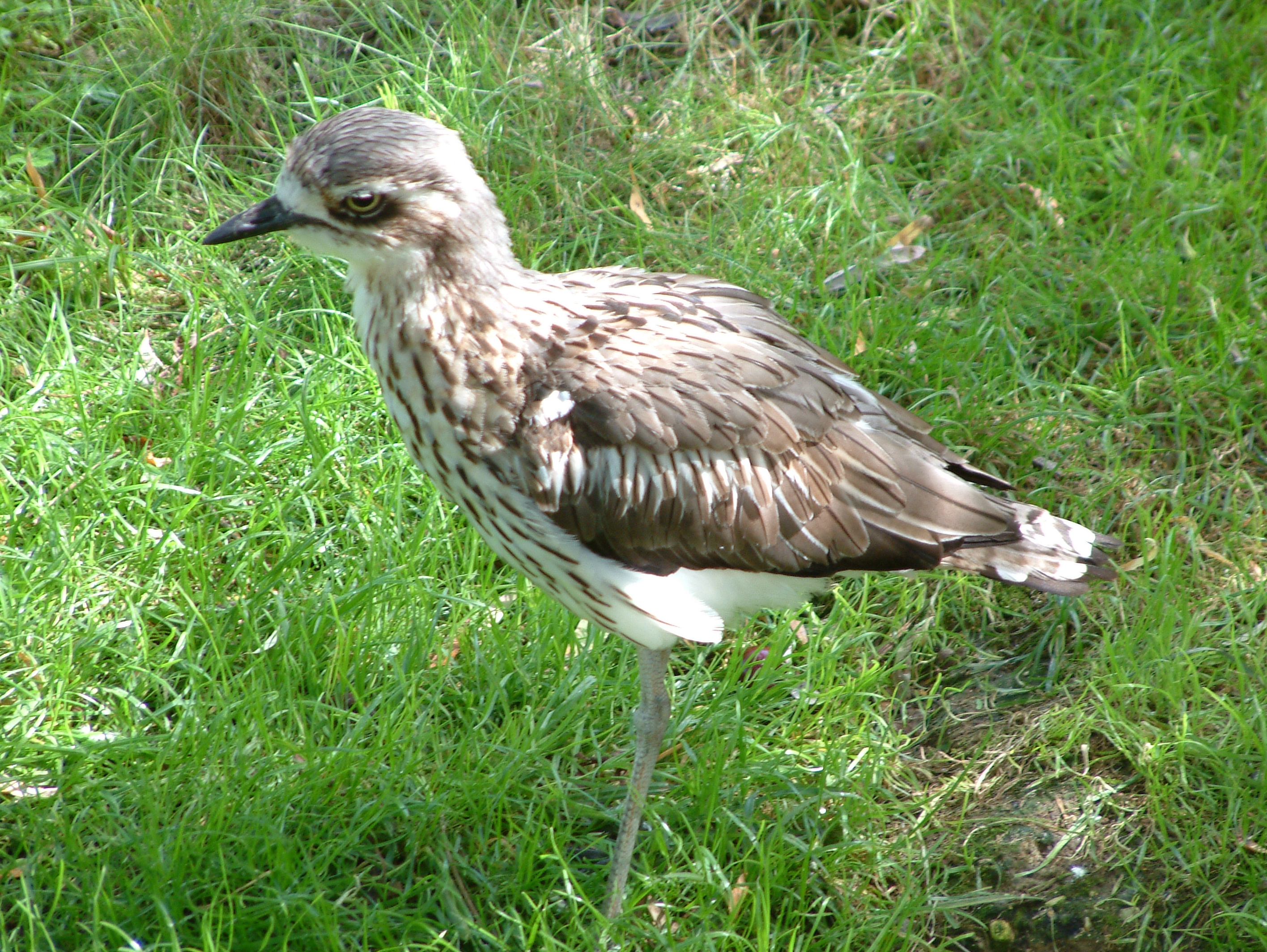
Hosszúlábú ugartyúk (Burhinus grallarius)
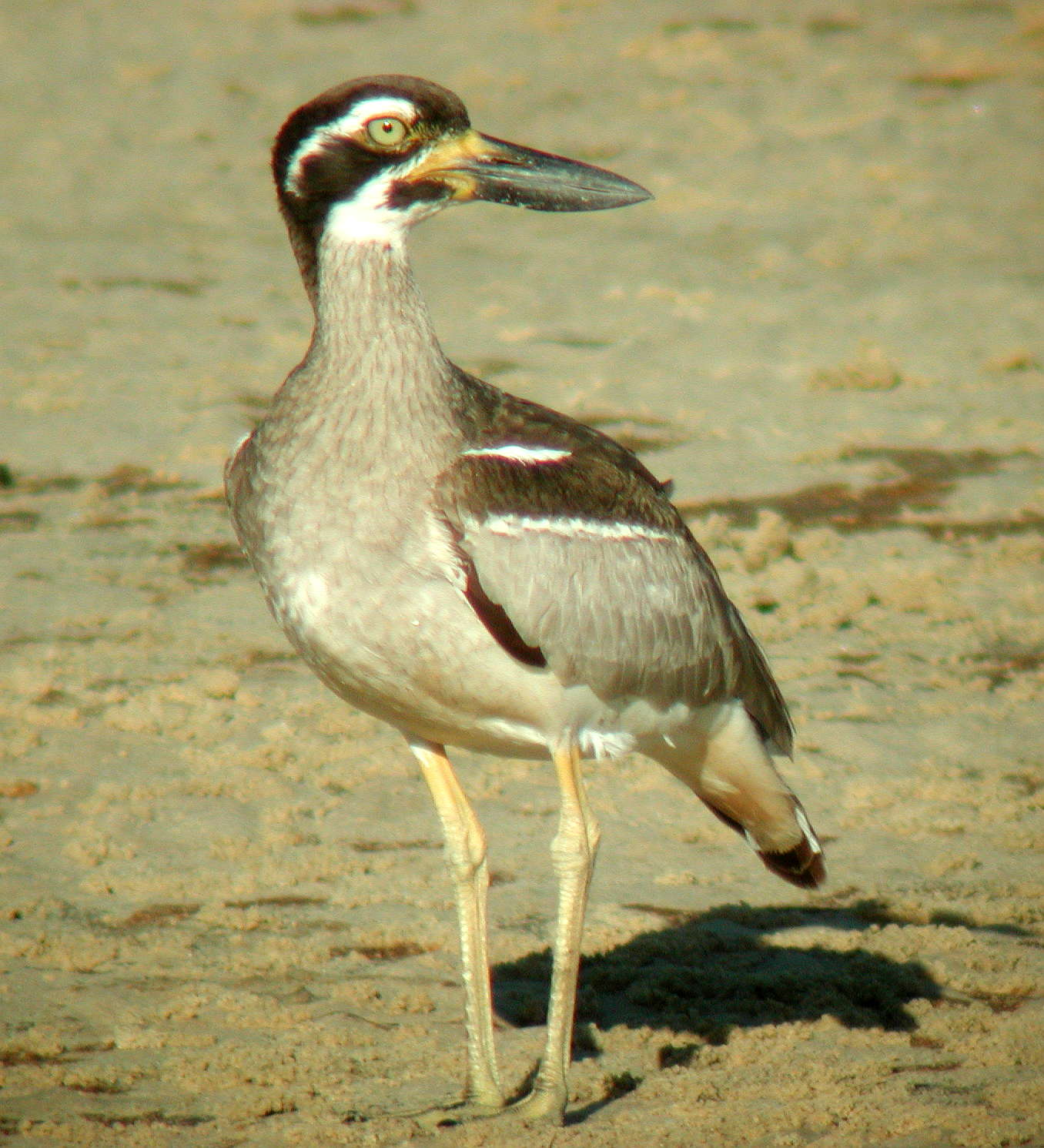
parti rákásztyúk (Esacus magnirostris)